# Rachel Morrison
Rachel Morrison (nacida el 27 de abril de 1978) es una cinematógrafa estadounidense. Por su trabajo en Mudbound (2017), Morrison obtuvo una nominación para un Premio de la Academia a la Mejor Fotografía, convirtiéndose en la primera mujer nominada en esa categoría. Ha trabajado dos veces con el director Ryan Coogler, primero en Fruitvale Station (2013) y luego en Black Panther (2018).

## Biografía
Morrison incursionó en la fotografía a una edad temprana. Ella creció en Cambridge, Massachusetts, y se graduó de Concord Academy en 1996. Luego asistió a la Universidad de Nueva York, donde completó una doble especialización en cine y fotografía porque no pudo elegir entre los dos; para el final de su carrera, había decidido concentrarse en la cinematografía. Luego asistió al programa de cinematografía de postgrado del Conservatorio del American Film Institute y se graduó con una Maestría en Bellas Artes en 2006.
Morrisón se casó con Rachel Garza en diciembre de 2011. En 2014 tuvieron un hijo y en 2018, una hija.

## Carrera
Morrison comenzó su carrera en televisión, trabajando en series y telefilmes para una serie de redes. Su cinematografía en el documental de televisión de 2005 Rikers High, sobre la educación secundaria en el complejo penitenciario de la isla Rikers, fue nominada para un Premio Emmy.
La película independiente de 2007, Palo Alto, marcó el debut de Morrison como directora de fotografía principal en un largometraje, tras lo cual tomó un trabajo como directora de fotografía en la serie de realidad de MTV The Hills. Trabajó en The Hills durante dos años, luego grabó Sound of My Voice, de Zal Batmanglij, que se estrenó en el Festival de Cine de Sundance de 2011. Durante los dos años siguientes, fotografió Tim and Eric's Billion Dollar Movie y Fruitvale Station, que se estrenaron en Sundance en 2012 y 2013, respectivamente, y Any Day Now (2012), Some Girl(s) (2013) y The Harvest (2013).
En los premios Women in Film Crystal + Lucy de 2013, Morrison recibió el Premio Kodak Vision por su trabajo en cinematografía y su colaboración con otras cineastas. El mismo año, Variety la nombró como una de las "Up Next" en su Informe de Impacto Below The Line, mientras que IndieWire la nombró como una de sus "Cinematographers To Watch".
En 2014, fotografió Cake, dirigida por Daniel Barnz, a la que siguió con la película de 2015 Dope. Dope se estrenó en el Festival de Cine de Sundance de 2015, por lo que es la séptima película de Morrison que se exhibe en el festival anual en seis años consecutivos.
2014 marcó la primera incursión de Morrison en la dirección, ya que se le ofreció la oportunidad de dirigir un episodio de la serie de televisión American Crime, que se emitió en 2015. [12] En 2017 se convirtió en miembro de la Sociedad Estadounidense de Cinematógrafos.
Morrison fue la directora de fotografía de la película de 2017 de Dee Rees, Mudbound. Por su trabajo en la película, Morrison se convirtió en la primera mujer en ganar el Premio del Círculo de Críticos de Cine de Nueva York al mejor director de fotografía, la primera mujer en ser nominada a la categoría de los Premios al Logro Sobresaliente de la Sociedad Estadounidense de Cinematógrafos y la primera mujer nominada para el Premio de la Academia a la Mejor Fotografía.
Morrison se desempeñó como directora de fotografía en la película de Marvel Black Panther (2018).
Dirigió el segundo capítulo Tercera Temporanda de The Mandalorian que se trasmitió por Disney Plus el 9 de marzo de 2023

## Premios y distinciones
Óscar
| Año  | Categoría        | Película | Resultado |
| ---- | ---------------- | -------- | --------- |
| 2018 | Mejor fotografía | Mudbound | Nominada  |